# Relaciones exteriores de Nueva España
Las relaciones de Nueva España con el mundo y sus alrededores fueron un conjunto de movimientos económicos de América que iniciaron tras el descubrimiento de este para poder controlar las rutas marinas y nutrir la economía del Imperio español.
Tras el descubrimiento como americano, América fue un complemento para iniciar, el Imperio español, abrió un comercio exterior e interior con la mayoría de los países de Europa; como, Inglaterra, Italia, Alemania y Francia, con los que mantuvo buenas relaciones económicas para la metrópoli hasta finales del siglo XVI. A finales del siglo XVII cuando la Corona española perdió territorio intentó impulsar diversas reformas que cobraron verdadera fuerza en el siglo XVIII, que serían causa, de que comenzaran a gestarse ideas independentistas en la segunda mitad de ese siglo.

## Relaciones con el mundo exterior español
El descubrimiento y colonización de los territorios americanos, así como las grandes riquezas y beneficios que de éstos obtenía la Corona española, despertaron el interés de otras naciones europeas que también buscaban extender sus territorios y aumentar su poderío económico, como Inglaterra, Francia y Holanda.
España, celosa de conservar sus privilegios en América, estableció un régimen de navegación y de comercio cerrado y proteccionista, sustentado en la corriente económica del mercantilismo, el cual imponía severas restricciones al comercio entre las naciones. España buscó a una costa establecer barreras comerciales estrictas alrededor de sus posesiones en América para proteger su monopolio económico. Sin embargo, a la larga esa política le resultó contraproducente, ya que mientras el poderío económico de España se basaba en los metales preciosos obtenidos en América, los ingleses, franceses y holandeses empezaron a producir manufacturas que comercializaban en Europa, incluyendo a España, la cual se veía obligada a comprarles las mercancías que no se producían ni en la península ni en las colonias. Así, España fue quedando rezagada en el proceso manufacturero con respecto de otros países europeos, pues participaba en el mercado mundial como una nación compradora de manufacturas y no productora de ellas. Por otro lado, al restringir España el libre comercio entre sus colonias y otras naciones europeas, propició el contrabando, mediante el cual se introducían mercancías de manera clandestina a las colonias, así como la piratería inglesa, francesa y holandesa sobre las embarcaciones españolas que llevaban las riquezas metálicas desde América a la metrópoli. Ello constituyó una de las múltiples causas de los constantes conflictos y enfrentamientos bélicos entre España y otras naciones europeas, Inglaterra y Francia, que la obligaron a destinar gran parte de las riquezas obtenidas en sus colonias y mermaron su poderío.
Las medidas proteccionistas y de fronteras cerradas de la Corona española y sus colonias no solamente se debían a razones económicas; tenían también un trasfondo ideológico, ya que intentaban impedir que las nuevas ideas religiosas de la Reforma protestante llegaran a tierras americanas, pues de hacerlo pondrían en peligro los privilegios y el papel de la Iglesia católica en las colonias del Nuevo Mundo. La Corona española estableció, en un principio, que Sevilla fuera el único puerto autorizado para comerciar con las posesiones americanas y, a través de la Casa de Contratación de Sevilla, regulaba el comercio transatlántico, al autorizar la entrada y salida de barcos, así como de los pasajeros que iban y venían de América. Los comerciantes de Sevilla, y más tarde los de Cádiz, tuvieron la concesión de comerciar en forma exclusiva con América, control que les aportaba enormes beneficios económicos. Durante algunos años los comerciantes de ambos puertos mantuvieron el monopolio de productos como el vino, aceite de oliva, papel, textiles finos, herramientas de hierro, entre otros, cuya producción estaba prohibida en Nueva España, con el objeto de proteger a los productores y manufactureros españoles. Se implementó el almojarifazgo que era un impuesto aduanero, el derecho de importación en la Nueva España se pagaba a razón de un 10 % sobre las mercancías importadas de España, pero al precio de los productos había que añadir un 5% adicional por el pago de impuesto de exportación que debía pagarse en los puertos españoles, el precio del vino era gravado con un 10% al salir de los puertos españoles, es decir su costo se incrementaba un 20 % tan solo por el pago de impuestos. En los primeros años del virreinato de la Nueva España, al igual que en otras colonias se tenía prohibición absoluta de comerciar con súbditos o naciones extranjeras. Sin embargo con el tiempo fue disminuyendo la demanda americana de los productos españoles, los cuales fueron sustituidos finalmente por otros productos manufacturados en Inglaterra, Holanda, Francia e Italia.
La introducción en las colonias americanas de las manufacturas extranjeras que en la mayoría de los casos llegaba de contrabando, tuvo consecuencias negativas para la economía española, que quedó rezagada con respecto de las economías de otros países europeos.

### En América
En los años 1517 y 1518, Diego Velázquez de Cuéllar como gobernante de Cuba, organizó expediciones con el fin de ir más allá que cualquier europeo, como resultado se descubrieron los actuales territorios de la península de Yucatán, Tabasco y Veracruz. Para la tercera expedición, había nombrado a Hernán Cortés como líder, pero poco antes de la salida cambió de idea, sin embargo Hernán levó anclas en secreto y partió de las costas cubanas en febrero de 1519. Once embarcaciones y aproximadamente setecientos hombres iniciaron la exploración. del territorio americano. Llegaron primero a la península de Yucatán y fue ahí donde por primera vez los indígenas identificaron a Cortés con Quetzalcóatl[cita requerida]. Los españoles trajeron al continente lanzas que arrojaban fuego y mataban a distancia;cuchillos, más filosos que la obsidiana, que de un golpe certero decapitaban, y corazas que deslumbraban e impedían que se les viera el cuerpo. De este modo, las descripciones de jinetes, caballos, arcabuces, espadas y armaduras impresionaron a la realidad mesoamericana.
Entre el 5 y 10 de julio, Cortés fundó la primera ciudad con tradición occidental en tierra firme. La llamó Villa Rica de la Veracruz, como ejemplo de que la religión verdadera mostraba legítimamente su riqueza. Allí escribió su primera carta de relación al rey de España (perdida desde el siglo XVI). Las cinco epístolas fueron escritas entre 1519 y 1526, años de máxima actividad en la vida de Cortés en los cuales tuvo lugar la formación de Nueva España.
Isabel I de Castilla murió en 1504 y los castellanos se negaron al rey Fernando, pues solo aceptaban como regenta a Juana, hija de ambos. Tras la crisis monárquica, el nieto de los Reyes Católicos logró gobernar conjuntamente los reinos de Aragón y Castilla. Se convirtió entonces en Carlos I, descendiente de la dinastía de los Austrias o Habsburgos, que gobernaron España por casi dos siglos. En 1519, murió su abuelo paterno, Maximiliano, quien fuera emperador del Sacro Imperio Romano Germánico. El joven heredó también aquella corona y se le reconoció como Carlos V de Alemania y I de España. De los Reyes Católicos, Carlos recibió una España en proceso de unificación política, además de Cerdeña, Sicilia, Nápoles, las islas Canarias y el mundo americano en franca expansión.

### "Las flotas y el control del comercio"
La travesía de carabelas y galeones por el océano Atlántico era sumamente peligrosa debido a que, además de las tormentas que podían hacerlos naufragar, con frecuencia eran atacados por piratas y corsarios que los acechaban en todo momento para robar sus riquezas y romper, en cierta forma, el monopolio mercantilista español.

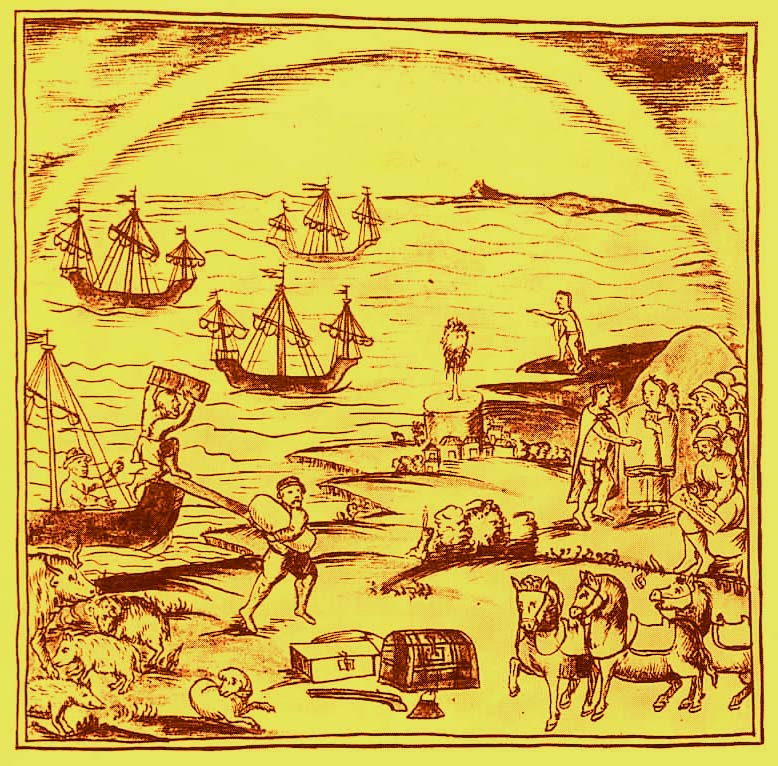
Lámina del Códice Florentino. La llegada de las flotas comerciales a los puertos novohispanos tenían un fuerte impacto en la economía y la vida cotidiana de los pobladores.

En 1523, el emperador Carlos V en franca competencia con el reino de Portugal ordenó la búsqueda de un estrecho o canal para lograr la navegación hacia las islas Molucas y conseguir establecer una ruta comercial de las especias sin tener que navegar por el mar Mediterráneo; el conquistador Hernán Cortés envió a Cristóbal de Olid a Hibueras, pero debido a las pugnas con Diego Velázquez de Cuéllar el hecho terminó en la rebelión y muerte de Olid. En 1526 el emperador Carlos V ordenó que el comercio con América a través del océano Atlántico se realizara en Convoyes, es decir, en varias embarcaciones que navegaban juntas para protegerse entre sí. En 1543 los comerciantes de Sevilla pidieron que se organizara un sistema de flotas que consistía en que los Convoyes fueran custodiados por buques de guerra.
Cada año partían de Sevilla dos flotas, una con destino a Veracruz y otra a tierras continentales al sur del mar Caribe. La primera, llamada Flota de Nueva España, salía de Sevilla en mayo y llegaba tres meses después a Veracruz; la otra conocida como Flota de los Galeones o de Tierra firme partía de España en agosto hacia Cartagena, en la actual Colombia. Como su destino final era el virreinato de Perú, los barcos se descargaban en el istmo de Panamá, en un punto llamado Nombre de Dios (más tarde Portobello), y de ahí las mercancías eran transportadas mediante balsas y mulas hasta la Ciudad de Panamá en la costa del Pacífico, donde los comerciantes peruanos los compraban con plata para llevarlas a Lima.
A su regreso ambas flotas llegaban a Cuba, donde se preparaban para zarpar juntas hacia España. El tornaviaje duraba más que la travesía de ida, generalmente cuatro o cinco meses, pues al salir del mar Caribe los barcos debían navegar al norte, hacia las islas Azores para evitar los vientos alisios. Por medio de ambas flotas la Corona controlaba el comercio con América.

### La inmigración Española
Después de la Conquista numerosos colones españoles llegaron a poblar las tierras novohispanas, la mayoría de ellos alentados por las noticias sobre el descubrimiento de ricas minas de plata.
Los españoles fueron los únicos europeos admitidos de forma legal en las colonias americanas, ya que la Corona restringía la entrada de otros europeos debido a que se encontraba enfrascada en guerras políticas o religiosas con algunas de esas naciones. Por otra parte, no todos los españoles eran admitidos de la misma forma, ya que se daba preferencia a los que pertenecían a los reinos de Castilla y León. Pero en realidad algunos europeos: franceses, holandeses, belgas y alemanes, fueron admitidos en Nueva España provisionalmente. También llegaron portugueses a partir de 1580, cuando el monarca Felipe II anexó a España al reino de Portugal; sin embargo, fue poco el tiempo que permanecieron en América porque, a partir de 1640, al estallar conflictos entre ambas naciones se les ordenó salir de las colonias españolas.
La población española se incrementó en Nueva España a lo largo del Período colonial: hacia 1570 había alrededor de 63 000 personas reconocidas legalmente como españoles y hacia 1750 la cifra llegó a casi 600 000. Esta población considerada española no era en su totalidad de origen europeo, ya que los hijos mestizos de españoles e indígenas, nacidos de matrimonios legítimos, se les consideraba también españoles. Aun así, los españoles en Nueva España constituyeron siempre una minoría.

### Los esclavos Africanos

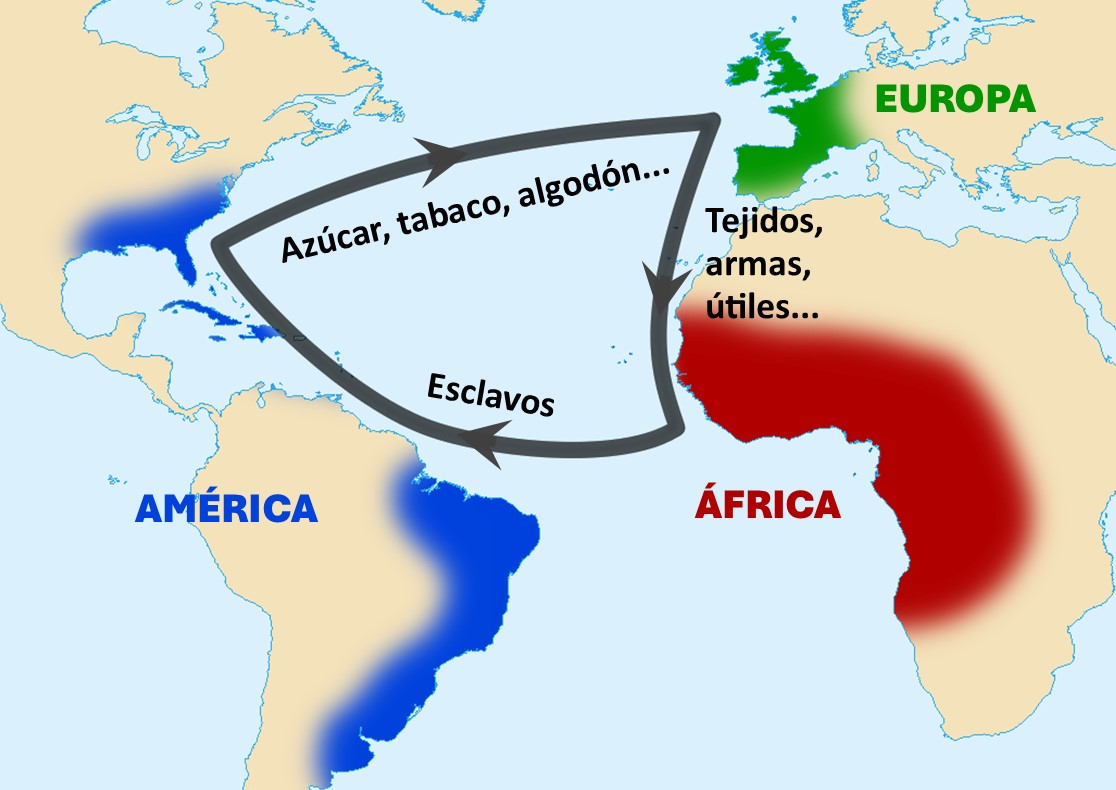
El comercio triangular sirvió económicamente los intereses de las colonias americanas y era base del sistema de producción de las plantaciones así como del crecimiento preindustrial en Europa. Se trata del camino de los barcos entre los puertos de Inglaterra, Portugal, España y Francia, hacia el mar Caribe, una vez cargados por la costa oeste de África.

Durante los primeros años de la conquista y colonización se permitió a los españoles esclavizar a los indios que oponían resistencia y se enfrentaban a ellos; los españoles justificaban esta esclavitud porque consideraban que los indios eran capturados en lo que ellos llamaban «guerra justa». También se permitió a los conquistadores «rescatar piezas», es decir, apropiarse de los indígenas que ya eran esclavos dentro de la sociedad prehispánica. Sin embargo estos esclavos indígenas morían con frecuencia al no resistir los duros trabajos en las plantaciones de caña de azúcar y en las minas. La Corona española prohibió en numerosas ocasiones la esclavitud indígena, para protegerlos, ya que consideraba que todos los indios debían ser vasallos libres y decidió que debían sustituirse por esclavos africanos, que además eran más resistentes a los trabajos forzados. La disminución de la población indígena por las epidemias también propicio el aumento de la compra de esclavos negros. Como una cita explica el valor que los indios tuvieron para protestar:

Lo que aprendieron los indios de los españoles fue precisamente el protestar contra la esclavitud y el tener derecho a ejercer legalmente acciones contra los esclavistas.

Los esclavos negros llegaron a Nueva España directamente de África o de las islas del Caribe, a donde habían sido llevados años atrás por los españoles y portugueses y ya se encontraban aclimatados. Una parte de ellos era introducida legalmente en territorio novohispano por españoles y portugueses autorizada por la Corona y otra parte entraba clandestinamente, conducida por otros europeos como ingleses, franceses y holandeses.

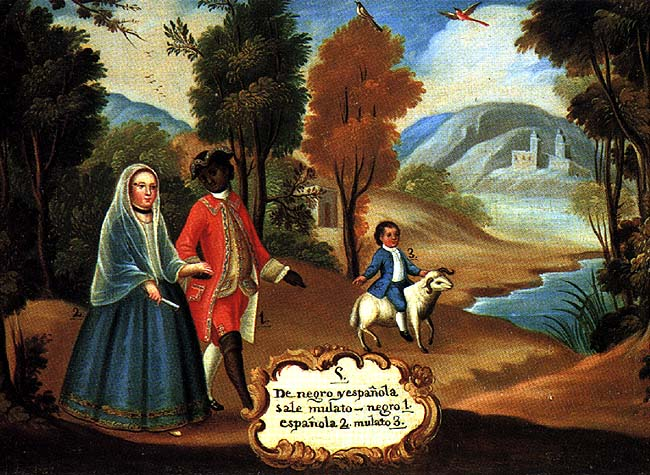
Óleo anónimo del siglo XVIII. Negro con española: Mulato. Muchos especialistas consideran que los negros traídos de África, o de las Antillas, representan la tercera raíz étnica de la población mexicana.

Hacia 1570 alrededor de 35 por ciento de los trabajadores de las minas más importantes de Nueva España eran esclavos africanos. Para mediados del siglo XVII, entre 800 y 10 000 esclavos residían en las Costas del Golfo de México y trabajaban en las plantaciones de caña de azúcar. Sin embargo la mayor parte de los esclavos negros se desempeñaban como trabajadores domésticos y residían en la Ciudad de México. Este sector era considerado el grupo inferior dentro de la escala social novohispana.
Se dice que entre 1605 y 1622 entraron en Nueva España alrededor de 30 000 esclavos, cantidad muy alta si se considera que muchos morían mal alimentados al atravesar el Atlántico en barcos atestados, sin condiciones de higiene. A pesar de ellos, Nueva España fue una de las colonias españolas con un menor número de esclavos negros. Algunos de los esclavos, cansados de los trabajos inhumanos a que eran sometidos, huían a las montañas y selvas, donde fundaron poblados conocidos como palenques, y en múltiples ocasiones se rebelaron en contra de las autoridades españolas.
En el transcurso de la vida virreinal los negros se mezclaron con la población india, asiática y blanca, y la diversidad de mezclas dio origen a una sociedad multiétnica.:)

### El comercio con Perú y las Filipinas
Con el fin de mantener el cerrado monopolio comercial entre España y sus posesiones americanas, la metrópoli restringió e incluso prohibió durante la época de 1604 el comercio entre los virreinatos de Nueva España y Perú. A pesar de ello se mantuvo constante y a veces clandestino comercio entre los virreinatos, principalmente desde el puerto de Huatulco, Oaxaca, que estaba comunicado con Oaxaca y con otras ciudades novohispanas. Se calcula que hacia 1550 unas treinta o cuarenta naves pequeñas llevaban carga y pasajeros entre Huatulco y el puerto de Callao, Perú. Más tarde el puerto de Acapulco participó también en el comercio con Perú. Como en Perú la producción de plata en las minas de Potosí era muy alta y la población española pequeña, había un excedente del metal que permitía intercambiarlo por productos y manufacturas novo-hispanas. Por otro lado, la conquista y colonización de Filipinas en la segunda mitad del siglo XVI, por parte del Imperio español, permitió un intenso comercio entre Asia y América.

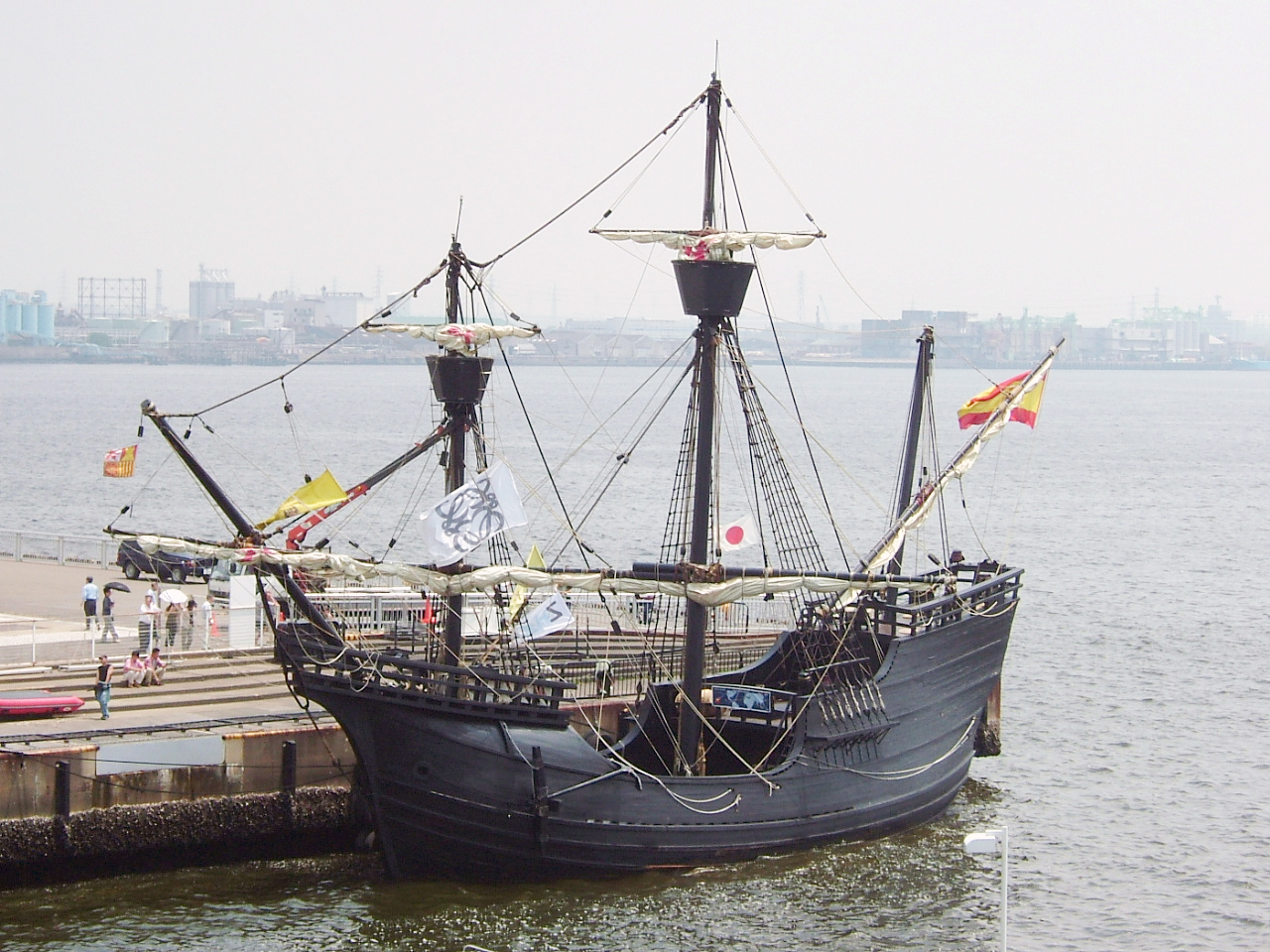
La Nao Victoria (réplica construida en Isla Cristina en 1991), ejemplo de Nao de China filipino.

El galeón de Manila, Filipinas, también llamado «Nao de China», hacía la ruta Manila-Acapulco transportando mercancías muy valiosas. Su primer viaje se realizó en 1573 y el último en 1821. El galeón partía del puerto de Acapulco hacia las islas Marianas, en el océano Pacífico, y de ahí a las islas Filipinas. La travesía, larga y difícil, duraba generalmente dos o tres meses, en tanto que el tornaviaje demoraba de cinco a siete meses debido a las corrientes marina y a los vientos. La Nao de China transportaba plata mexicana, que tenía un precio muy alto en Asia, pues en aquel continente era más escasa que en Europa. Con ella se adquirían artículos orientales suntuosos a precios muy bajos, para venderlos más tarde en América y en Europa a precios elevados. En Manila se cargaban marfiles, sedas y porcelanas chinas, clavo de las Molucas, canela de Ceilán, jengibre de Malabar y sándalo de Timor, entre otros productos. Cuando la Nao de China llegaba al puerto de Acapulco, desde finales del siglo XVI, se realizaba una feria que duraba alrededor de un mes y en ella se vendían los productos orientales y se cargaba el galeón que iba de regreso a Manila con cacao, vainilla, tintes, cuero y por supuesto plata. Muchos de los productos que llegaban a Acapulco en la Nao eran transportados sobre mulas hasta el puerto de Veracruz, en donde se embarcaban para España. Gracias a los objetos traídos en la Nao de China, también se conocieron corrientes artísticas de otros pueblos.
Los comerciantes peruanos que poseían grandes cantidades de plata pidieron permiso a la Corona para comerciar directamente con Filipinas. La Corona, temerosa de perder el control del comercio con Asia, prohibió a Perú comerciar directamente con estas islas, e incluso comprar mercancías de Filipinas en Acapulco. Sin embargo, era tal la demanda de productos orientales y novohispanos en Perú, que los comerciantes se las arreglaban para introducir las mercancías de contrabando.

### La defensa del Caribe español
El mar Caribe tenía un intenso tráfico marítimo. De la Flota de Nueva España, cuyo destino final era Veracruz, algunos buques se separaban en el mar Caribe para dirigirse a Honduras, Puerto Rico, Santo Domingo y Cuba. La Flota de los Galeones, por su parte, durante la travesía dejaba algunos barcos que se dirigían a isla Margarita, la isla Guaira y Maracaibo (en la actual Venezuela) y Riohacha (en la actual Colombia). Además, todo el año surcaban el Caribe barcas y canoas que enlazaban los puertos de las distintas islas.

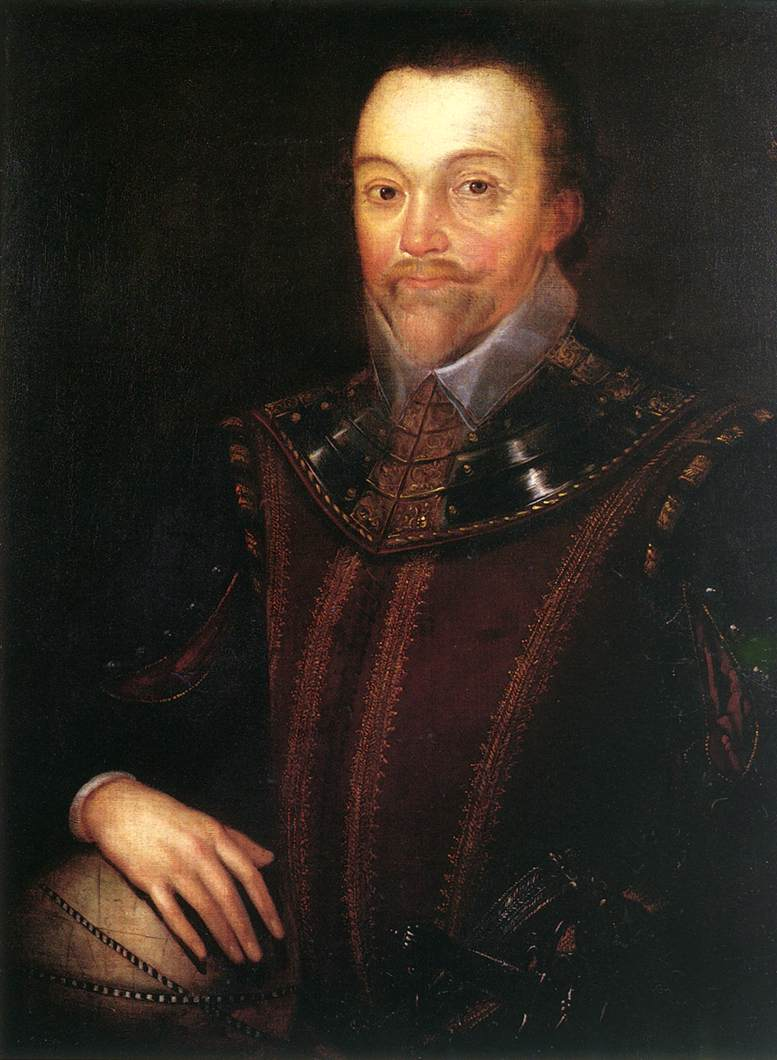
Retrato de sir Francis Drake (1540-1596), atribuido a Jodocus Hondius. El temido corsario inglés se convirtió en un azote para los navíos españoles.

El arribo de las flotas era motivo de gran júbilo. En los puertos americanos subían a bordo las autoridades locales y los encargados de cobrar impuestos. Después se iniciaba la descarga de mercancías, generalmente de cargueros negros que subían y bajaban de los barcos pesados fardos. Con su llegada se organizaban ferias a las que acudían personas de muy diversas regiones para intercambiar mercancías. El viaje de regreso de las flotas era sumamente peligroso, porque éstas iban cargadas de plata y otros productos americanos como grana o cochinilla del nopal, añil, cacao, tabaco y mercancías procedentes de Asia como porcelanas, marfiles, lacas, muebles de maderas finas y sedas, entre otras. Para proteger el Caribe, la Corona ordenó la creación de la armada de Barlovento. Los piratas y corsarios, franceses, ingleses y holandeses, estudiaban cuidadosamente las maniobras que realizaban las flotas y se preparaban para atacarlas. Establecían su base de operaciones en una isla o bahía del mar Caribe, donde se abastecían de víveres y armas para los asaltos navíos y a algunos puertos importantes en las islas o en el continente.
Por su relevancia, Veracruz y Campeche fueron blanco constante de estos ataques. Para defender sus puertos, la Corona ordenó la construcción de fuertes y murallas alrededor de muchos de ellos. A pesar de esto, no se pudo impedir que en 1665 los ingleses se apoderaran de la isla de Jamaica y de parte de la costa este de Centroamérica, como el territorio de Belice y parte de la costa atlántica de Nicaragua, enclaves que fueron arrebatados a la Corona española y pasaron a ser propiedad del Imperio británico.

### El destino de la plata mexicana
A pesar del peligro que representaban los piratas y corsarios para los barcos españoles, el comercio a través del Atlántico comenzó a incrementarse a mediados del siglo XVI, al descubrirse las minas de lo que hoy son los estados de Zacatecas, Guanajuato, Hidalgo y San Luis Potosí, de las que se extraían grandes cantidades de plata.
Cada año la flota se llevaba la mayor parte de la plata novohispana a España. Una parte de esa plata se usaba para pagar las mercancías que llegaban a Europa, otra porción era exportada por particulares y el resto se destinaba a pagar el quinto real. Esta situación ocasionaba tal escasez de moneda circulante en Nueva España que, al partir la flota, las transacciones comerciales tenían que hacerse a través del crédito. Los pequeños comerciantes, incluso, se las ingeniaban para utilizar sus propias unidades de cambio, tlacos y pilones, con las que realizaban sus operaciones comerciales cotidianas.
Con la plata americana, la Corona española cubría gran parte de las deudas que adquiría con corporaciones como la Iglesia y con particulares adinerados que le prestaban para solventar los gastos que le suponían los constantes enfrentamientos bélicos con otras naciones europeas, y compraba bienes manufacturados, que por su incipiente desarrollo industrial no estaba en posibilidades de producir. La política mercantilista determinaba que la riqueza y el poderío se basaban en la acumulación de oro y plata. Con la plata, España debía comprar las manufacturas extranjeras a precios elevados y éstas se encarecían todavía más cuando llegaban a los virreinatos. Ello explica el auge que tuvo el contrabando.
Ya en el siglo XVII la situación del destino de la plata cambió, sobre todo en la segunda mitad. Según los registros reales, los embarques de plata a España, que habían sido cuantiosos durante el siglo XVI, empezaron a descender durante el siglo XVII. Este hecho se debe a causas diversas. En primer lugar, los particulares novohispanos comenzaron a reinvertir la plata en territorio americano; además, el desvío de plata novohispana que hacían los contrabandistas a otras naciones europeas, como los Países Bajos, era sumamente considerable y no quedaba asentado en los registro locales; por último, el frecuente asalto de los piratas a las embarcaciones que regresaban a España cargadas de plata desalentaba que se enviasen a España las cuantiosas cantidades que antes se embarcaban. Lo cierto es que en la segunda mitad del siglo XVII buena parte de la plata se quedaba en Nueva España, lo que favoreció una reactivación de la economía virreinal.
La plata novohispana se distribuía también a través del comercio por casi todo el mundo, incluso llegaba desde abeja a China, India y a otros lugares asiáticos. La plata estimuló el comercio internacional y fortaleció el poder económico y militar del imperio español.